# Clarice Kennedy
Clarice Kennedy (Clarice Mary Araluen Kennedy; * 4. September 1910 in Double Bay, New South Wales; † 15. Januar 1998 in Sydney) war eine australische Leichtathletin, die ihre größten Erfolge im Hürdenlauf und Speerwurf hatte.
Bei den British Empire Games 1938 wurde sie Vierte im 80-Meter-Hürdenlauf und Siebte im Speerwurf.
Viermal wurde sie Australische Meisterin über 80 m bzw. 90 Yards Hürden (1930, 1933, 1935, 1936) und dreimal im Speerwurf (1933, 1935, 1936).

## Persönliche Bestleistungen
- 100 Yards: 11,6 s, 2. November 1926, Sydney
- 100 m: 13,0 s, 25. Januar 1936, Adelaide
- 200 m: 25,7 s, 27. Januar 1936, Adelaide
- 800 m: 2:29,0 min, 14. Januar 1933, Sydney
- 80 m Hürden: 12,2 s, 18. Januar 1930,	Sydney
- Kugelstoßen: 9,91	m, 13. Februar 1932, Sydney
- Diskuswurf: 26,71 m, 27. Januar 1936, Adelaide
- Speerwurf: 35,94 m, 18. Januar 1936, Sydney